# ۹۹ (عدد)
۹۹(نود و نه) یک عدد طبیعی است که بعد از ۹۸ و قبل از ۱۰۰ قرار دارد.

## علم
- عدد اتمی اینشتینیم[۱]

## در زندگی
برای روان‌شناسی قیمت فروش عدد ۹۹ به جای ۱۰۰ برای آخر قیمت گذاری‌ها و تخفیف‌ها داخل فروشگاه استفاده می‌کنند.